# Marini (cantante)
Soe Marini Soerjosoemarno, conocida actualmente como Abdullah Burhan Marini o simplemente Marini o Sardi (nacida el 2 de noviembre de 1947) es una cantante y actriz indonesia, que se hizo famosa en las pantallas del cine y de la televisión desde los años 1960. Hija de padre indonesio, Kanjeng Raden Mas Aryo Soetarjo Soerjosoemarno y madre holandesa, Dolly Zegerius. She completed a senior high school education. In 1962, Ella ha grabado decenas de discos, ambos editados y producidos en Indonesia y en el extranjero por los sellos como Polydor, Philips y EMI.

## Biografía
Marini nació en Malang, Java Oriental, el 2 de noviembre de 1947, hija de un noble ciudadano javanés, Kanjeng Raden Mas Arjo Soetarjo Soerjosoemarno y de una holandesa, Dolly Zegerius, ha completado su educación secundaria superior. En 1962, durante el período previo de los Juegos de las Fuerzas Nuevas Emergentes, uno de sus tíos la matriculó para cantar dos temas musicales en la red TVRI. Encontró su popularidad con el público y así con el paso del tiempo creció su carrera musical. En 1967, Marini se había convertido en una gran intérprete profesional, inició sus giras de conciertos con un grupo musical llamado The Steps. Con la banda, ella viajó por diferentes  países asiáticos, como Singapur, Hong Kong y Japón. En esta último país, en la ciudad  de Tokio, tomó un curso de belleza.
Marini hizo su debut en el cine a partir de 1975. En un Festival de Cine de Indonesia en 1976, fue elegida como la mejor actriz. Ella continuó su carrera actoral participando en películas como Kenangan Desember (1976), Marina (1977), Terminal Cinta (1977) y Sejuta Duka Ibu (1977).
En 1994 Marini entrevistó al cantante español Julio Iglesias, con quien realizó su presentación y concierto con el llamado "Let It Be Me".  En el 2003 fue la actriz de reparto en la sinetron (telenovela) titulada "Doa dan Anugerah 2". Ella volvió actuar en el cine en el 2007 para "Hanung Bramantyo Ayat Ayat-Cinta", actuando en otras dos películas a partir del 2010.

## Filmografía
- Cinta (Love; 1975)
- Sesuatu yang Indah (Something Beautiful; 1976)
- Sentuhan Cinta (The Touch of Love; 1976)
- Kenangan Desember (December Memories; 1976)
- Layu sebelum Berkembang (Wilting Before Blooming; 1977)
- Istriku Sayang, Istriku Malang (My Beloved Wife, My Unfortunate Wife; 1977)
- Sejuta Duka Ibu (Mother's Million Sorrows; 1977)
- Jangan Menangis Mama (Don't Cry, Mama; 1977)
- Terminal Cinta (Terminal of Love; 1977)
- Wanita Segala Zaman (A Woman for the Ages; 1979)
- Kemana Hati Kan Ku Bawa (Where Shall I Take My Heart; 1979),
- Anna Maria (1979)
- Sirkuit Kemelut (Twisted Circuits; 1980)
- Nila Di Gaun Putih (Nila in a White Dress; 1981)
- Akibat Kanker Payudara (The Effects of Breast Cancer; 1987)
- Ayat-Ayat Cinta (Verses of Love; 2007)
- Bahwa Cinta Itu Ada (That Love Exists; 2010)
- Satu Jam Saja (Just One Hour; 2010)